# Кремінне
Кремі́нне (в минулому — Ляшівці або Іляшівці) — село в Україні, у Яришівській сільській громаді Могилів-Подільського району Вінницької області.

## Назва
7 червня 1946 р. хутір Ляшовецький Ляшовецької сільської Ради отримав назву «Дністровський», а село Ляшівці Яришівського району отримало назву «Кремінне» і Ляшовецьку сільську Раду названо Кремінською.

## Історія
Перша церква була дерев'яна триверха. До 1765 р. стояла під горою, у 1765 р. перенесена у центр села. В 1901 р. стояла закритою. Дзвіниця її розібрана у 1884 р. Нова церква Різдва Богородиці збудована у 1874—1884 рр. — кам'яна одноверха, разом з дзвіницею (стоїть і досі).
На 1880 р. село належало до Яришівської волості Могилівського повіту Подільської губернії. Було 402 мешканці чоловічої статі, 92 будинки. Землі у  власності селян — 839 десятин, поміщика Морозова — 362 десятини і 362 — в поміщиці Морозової.
7 (20) листопада 1917 року, відповідно до Третього Універсалу Української Центральної Ради, увійшло до складу Української Народної Республіки.
Приблизна кількість жертв під час Голодомору 1932—1933 рр., встановлених на даний час — 300 осіб.
Історична належність села за адміністративним поділом:
- XVI ст. — Летичівський повіт;
- XIX ст. — Могилівський повіт;
- XX ст. — Могилівський район.

12 червня 2020 року, відповідно до Розпорядження Кабінету Міністрів України від № 707-р «Про визначення адміністративних центрів та затвердження територій територіальних громад Вінницької області», увійшло до складу Яришівської сільської територіальної громади.
19 липня 2020 року, в результаті адміністративно-територіальної реформи та ліквідації Могилів-Подільського району (1923 — 2020), село увійшло до складу новоутвореного Могилів-Подільського району.

## Пам'ятки
- Сеноманські вапняки — геологічна пам'ятка природи місцевого значення.